# تزلج جبلي

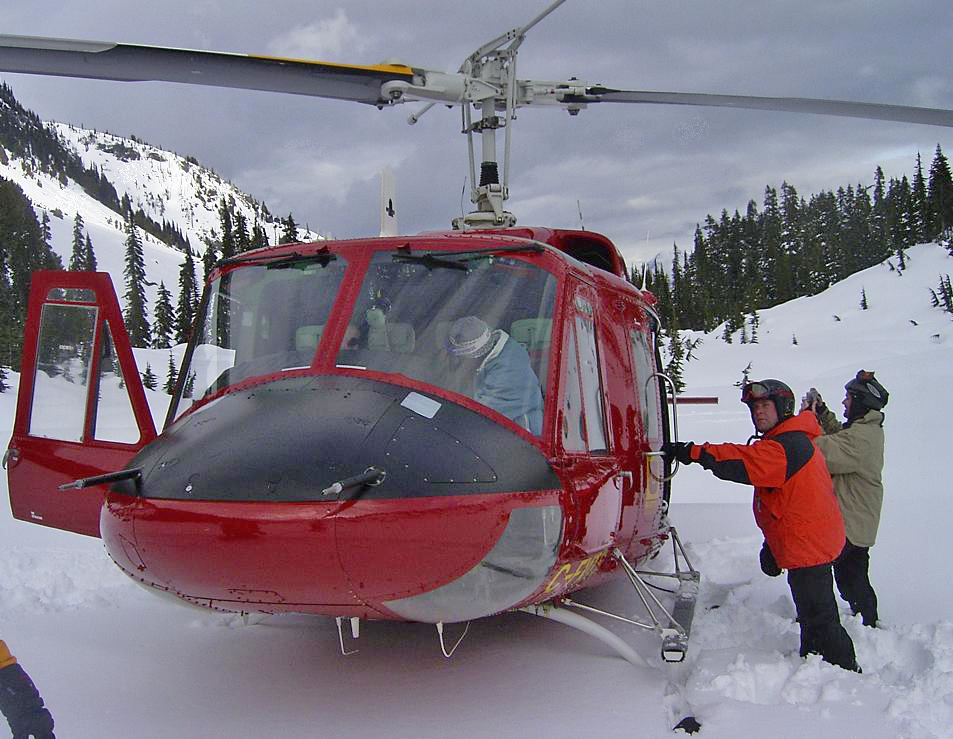

التزلج الجبلي هو تزحلف أو ركوب لوح الثلج على المنحدرات خارج المسار حيث يصل المتزلج إلى قمة الجبل بواسطة مروحية ، بدلاً من مصعد التزلج.